# Malcoha frisé
Dasylophus cumingi
Espèce
Statut de conservation UICN

 LC  : Préoccupation mineure
Le Malcoha frisé (Dasylophus cumingi) est une espèce d'oiseaux de la famille des Cuculidae, endémique des Philippines.
C'est une espèce monotypique (non subdivisée en sous-espèces). Elle était initialement classée dans le genre Phaenicophaeus, puis dans le genre monospécifique Lepidogrammus Reichenbach, 1849 ; des travaux récents ont montré qu'elle était apparentée au Malcoha à sourcils rouges qui appartient au genre Dasylophus.

## Taxinomie
synonymes
- Phaenicophaeus cumingi (protonyme)

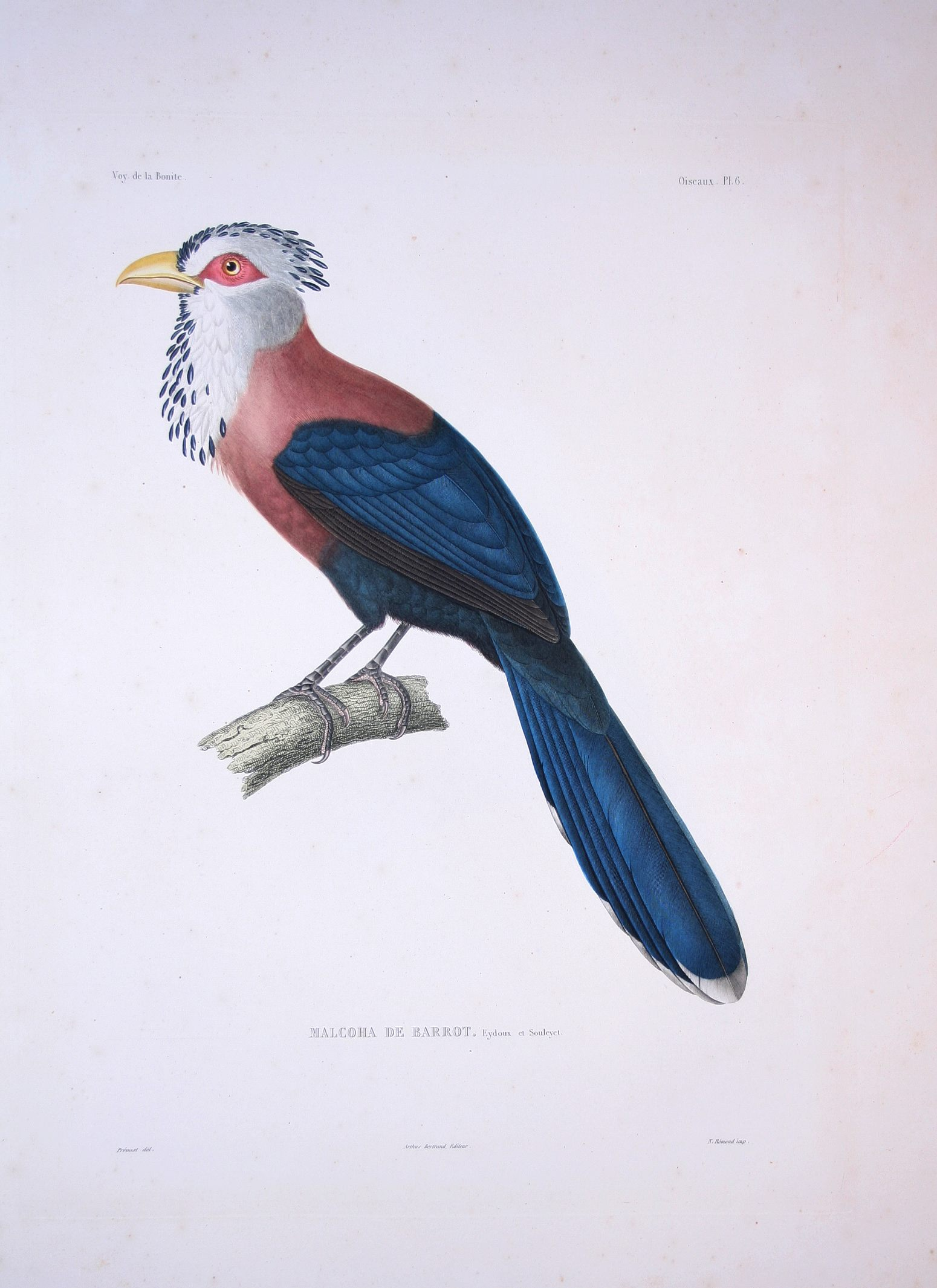
Dessin

- Lepidogrammus cumingi